# Isaac J. MacCollum
Isaac James MacCollum (* 18. August 1889 in Fenwick Island, Delaware; † 4. März 1968 in Wyoming (Delaware)) war ein US-amerikanischer Mediziner und Politiker.

## Biographie
MacCollum wurde am 18. August 1889 in Fenwick Island (USA) geboren. 1910 verließ er die West Chester Normal School, welche heute unter dem Namen West Chester University bekannt ist, und beendete vier Jahre später seine akademische Laufbahn mit einem Abschluss auf dem Jefferson Medical College in Philadelphia.
Während des Ersten Weltkrieges betätigte er sich am medizinischen Beraterstab. 1930 wurde er Vorsitzender der Delaware State Medical Society. Für neun Jahre arbeitete er als Verwalter des Delaware State Hospitals.
Seine politische Karriere gipfelte, als er sich 1940 gegen den gegnerischen Kandidaten der Republikanischen Partei, D. Willey Jr. durchsetze und somit Vizegouverneur von Delaware wurde. Er trat am 21. Januar 1941 sein Amt an, welches er fast vier Jahre lang bis zum 19. Januar 1945 hielt. Er ließ sich 1944 um die Position des Gouverneurs gegen Walter W. Bacon aufstellen, konnte sich jedoch nicht durchsetzen und kehrte nach den verlorenen Wahlen wieder in die Medizin zurück.
MacCollum verstarb am 4. März 1986 in Wyoming (USA). Im Nachruf wurde er als respektierter Landarzt und "hauptsächlich ein netter und traditioneller" Doktor gewürdigt.